# You Can't See Me
You Can't See Me или на български Не Можеш Да Ме Видиш е дебютния албум на WWE кечиста Джон Сина и братовчед му Марк Предка. Издаден е на 10 май 2005 г. от WWE Music Group. Албумът дебютира под #15 в класациите на Billboard 200. В Обединеното кралство, албумът достига до #103 на класацията за албуми на Великобритания.

## Песни
1. My Time Is Now 2:58
2. Don't Fuck With Us 3:24
3. Flow Easy 3:47
4. Right Now 3:47
5. Make It Loud 4:20
6. Just Another Day 3:58
7. Summer Flings 3:35
8. Keep Frontin' 4:13
9. We Didn't Want You To Know 4:16
10. Bad, Bad Man 3:31
11. Running Game 3:52
12. Beantown 3:47
13. This Is How We Roll 4:09
14. What Now 4:30
15. Know The Rep 2:59
16. Chain Gang Is The Click 3:52
17. If It All Ended Tomorrow 4:30